# مبروكة الطبيبة

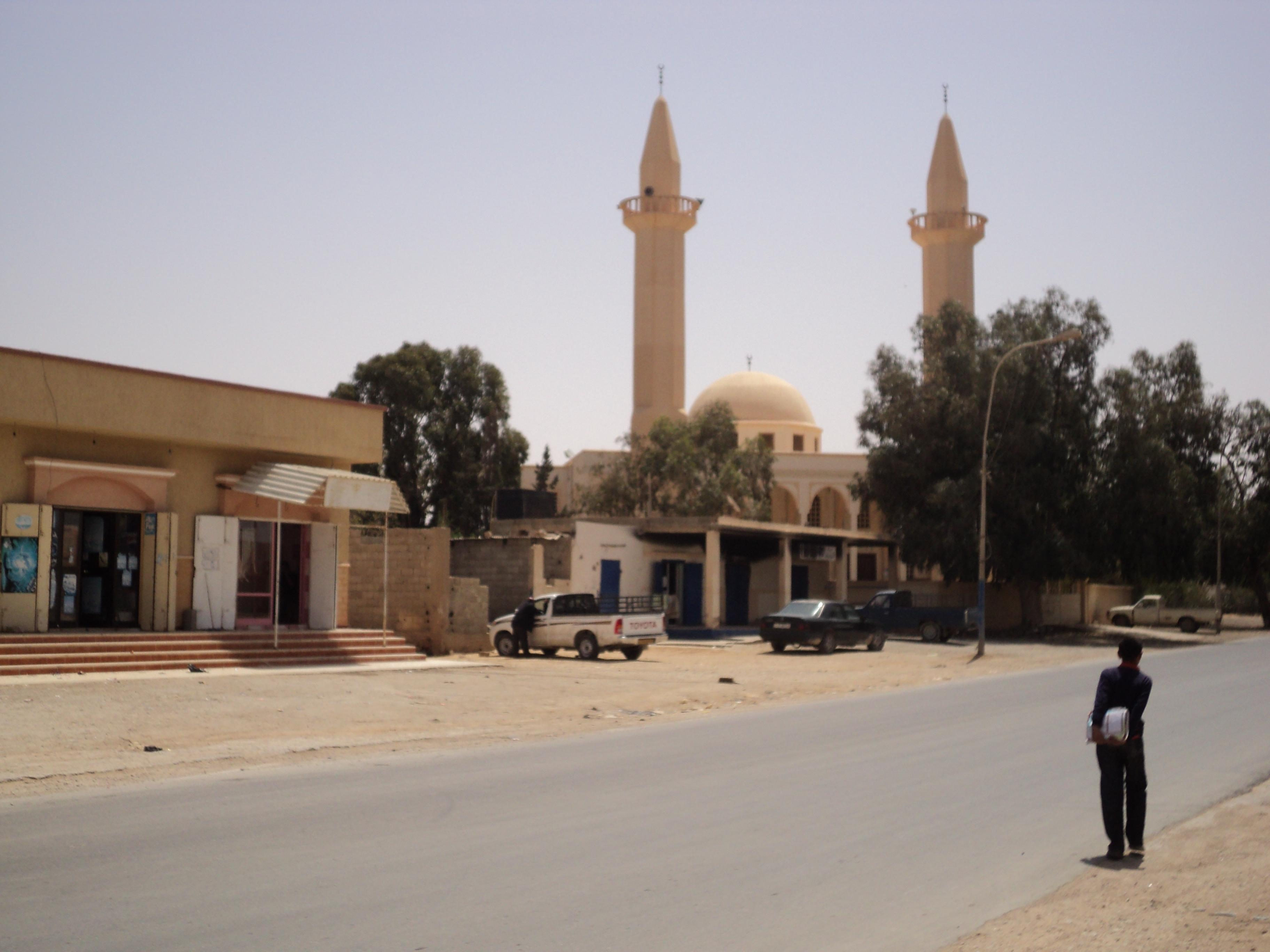
قرية التميمي التي ولدت بها.

مبروكة الطبيبة أو مبروكة إبراهيم اسبيق (1926 – 5 يناير 2017) ولدت بقرية التميمي في شمال شرق ليبيا واشتهرت بعملها كقابلة وكانت تجيد اللغة الإيطالية، عام 1941 التحقت ببرنامج لدراسة التمريض في العاصمة الإيطالية روما، وعادت في عام 1951 لتعمل كقابلة في مناطق الجبل الأخضر، ويستقر بها المقام في مدينة البيضاء. خلال عملها قامت بالإشراف على أكثر من 30 ألف حالة ولادة.
اشتهرت في مدينة البيضاء واعتبرت أحد رموز المدينة، يسميها أهل المدينة «أم المدينة»، وسمي الحي الذي تسكنه بحي مبروكة الطبيبة وكذلك أطلق اسمها على سوق ومسجد مبروكة الطبيبة. توفيت يوم الخميس 5 يناير 2017 عن عمر يناهز 91 عاما.